# Haute École Libre de Bruxelles Ilya Prigogine
De Haute École Libre de Bruxelles Ilya Prigogine is een Brusselse vrije hogeschool. Deze Belgische Franstalige hogeschool vernoemd naar Ilya Prigogine is verbonden aan de Université libre de Bruxelles. Er worden opleidingen verzorgd in de medische en humane wetenschappen.
De hogeschool is de fusie in 1995 van:
- École d'infirmiers(ères) verbonden aan de Université libre de Bruxelles (EI-ULB)
- Institut libre d'enseignement supérieur économique et paramédical de Bruxelles (ILB)
- Institut de Radioélectricité et de Cinématographie (INRACI)
- Institut supérieur pour les Carrières auxiliaires de la Médecine (ISCAM)
- Institut supérieur des Sciences humaines appliquées (ISSHA) - École ouvrière supérieure (EOS).

De hogeschool biedt opleidingen aan die leiden tot een professionele bachelor als sociaal assistent, ergotherapeut, podoloog, vroedvrouw of in vakgebieden als sociale ecologie, public relations en verpleegkunde.